# St. Kilian (Markt Erlbach)

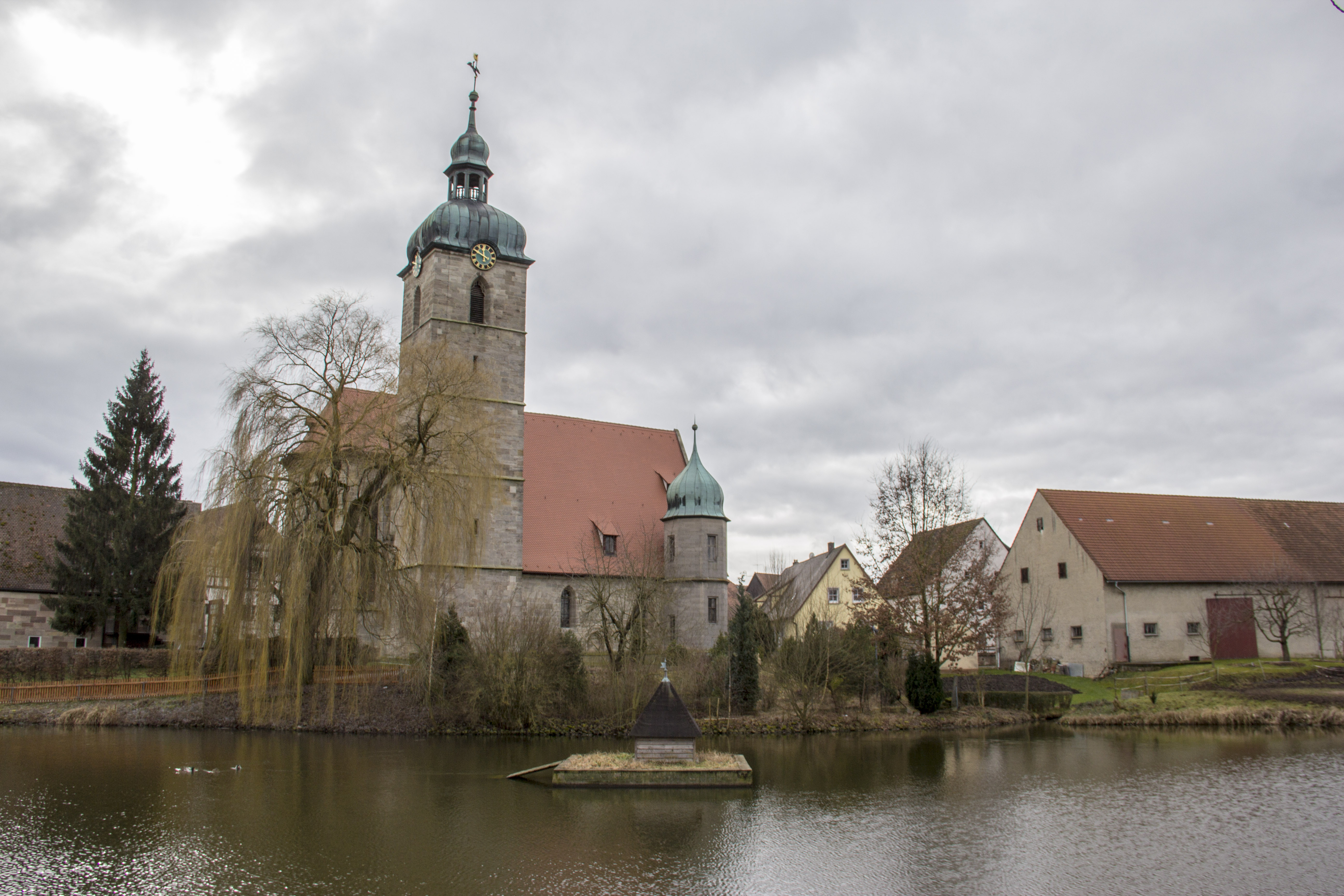
St. Kilian (Markt Erlbach)

Die evangelische, denkmalgeschützte Pfarrkirche St. Kilian steht in Markt Erlbach, einem Markt im Landkreis Neustadt an der Aisch-Bad Windsheim (Mittelfranken, Bayern). Das Bauwerk ist unter der Denkmalnummer D-5-75-145-1 als Baudenkmal in der Bayerischen Denkmalliste eingetragen. Die Kirchengemeinde gehört zur Pfarrei Markt Erlbach im Dekanat Neustadt an der Aisch im Kirchenkreis Nürnberg der Evangelisch-Lutherischen Kirche in Bayern.

## Geschichte und Architektur
Die gotische Saalkirche aus Quadermauerwerk wurde Ende des 14. Jahrhunderts errichtet. Sie besteht aus einem Langhaus, das 1632 nach einem Brand teilweise erneuert wurde, einem eingezogenen Chor von einem Joch und 5/8-Schluss, einem etwas abseits stehenden, mit einer welschen Haube bedeckten, fünfgeschossigen Chorflankenturm an seiner Nordseite, in dessen Glockenstuhl sieben Kirchenglocken hängen, der Sakristei gegenüber an seiner Südseite, einem Treppenturm in der Ecke von Chor und Sakristei und dem 1906 ergänzten oktogonalen, mit einer Glockenhaube bedeckten Treppenturm an der Nordwestecke des Langhauses.

## Ausstattung
Die Glasmalereien in den Maßwerkfenstern des Chors sind um 1380 entstanden. Die Kanzel wurde ursprünglich für die Johanniskirche in Ansbach gebaut und kam erst 1717 nach Markt Erlbach. Die Predella des Altars von 1716 enthält ein Relief mit der Darstellung des Abendmahls.
Die Orgel mit 29 Registern auf drei Manualen und Pedal wurde 1989 von Gerhard Schmid gebaut.